# ولوو ایکس‌سی۶۰
ولوو ایکس‌سی۶۰ (Volvo XC۶۰) خودرویی است که از سال ۲۰۰۸ تا کنون توسط شرکت ولوو تولید شده‌است. طراحی آن موتور جلو، خودرو چهار چرخ محرک بوده‌است. سیستم جعبه‌دنده آن ۶ و ۸ دنده به دو صورت دستی و خودکار است.

## نگارخانه

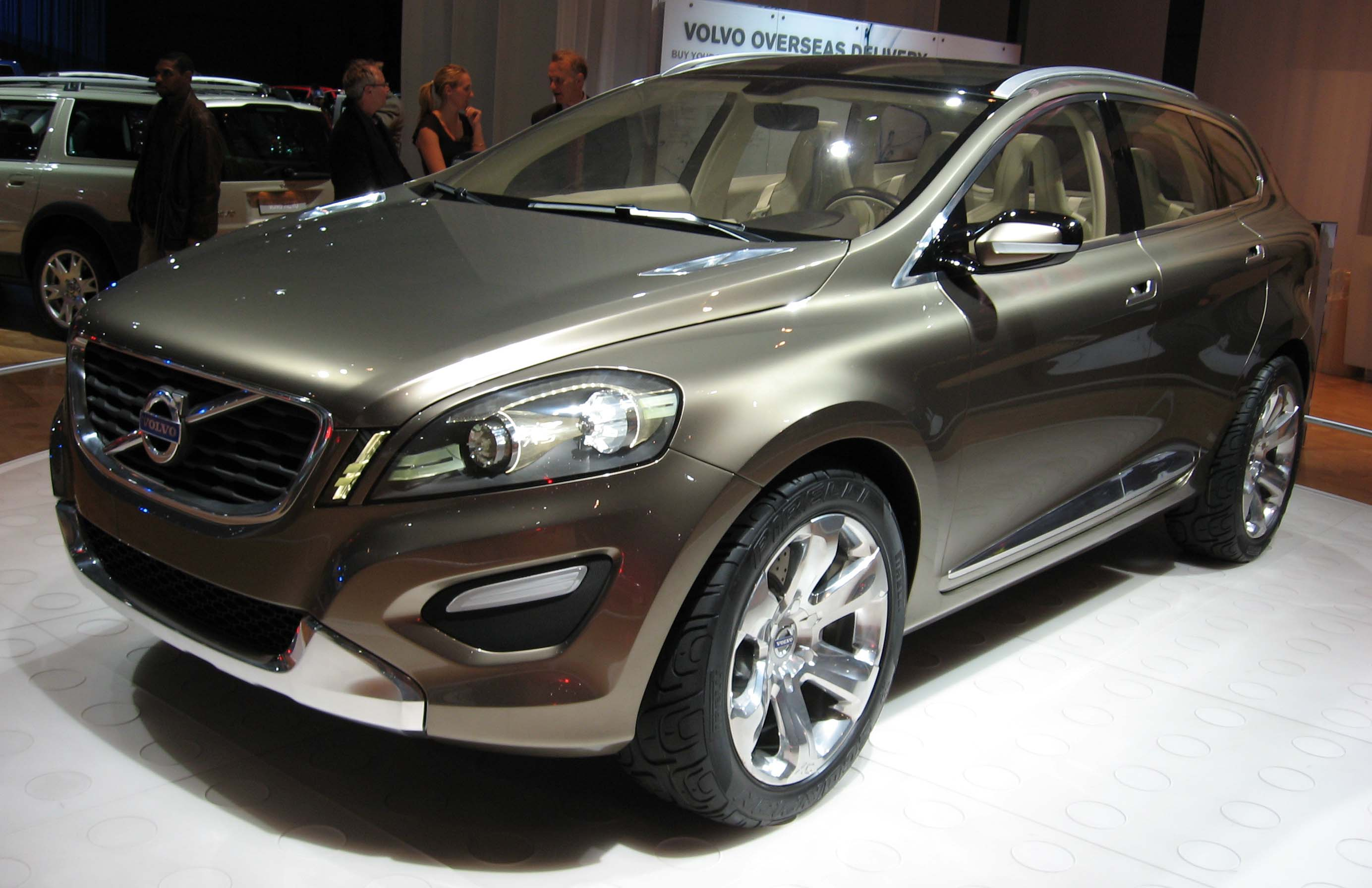
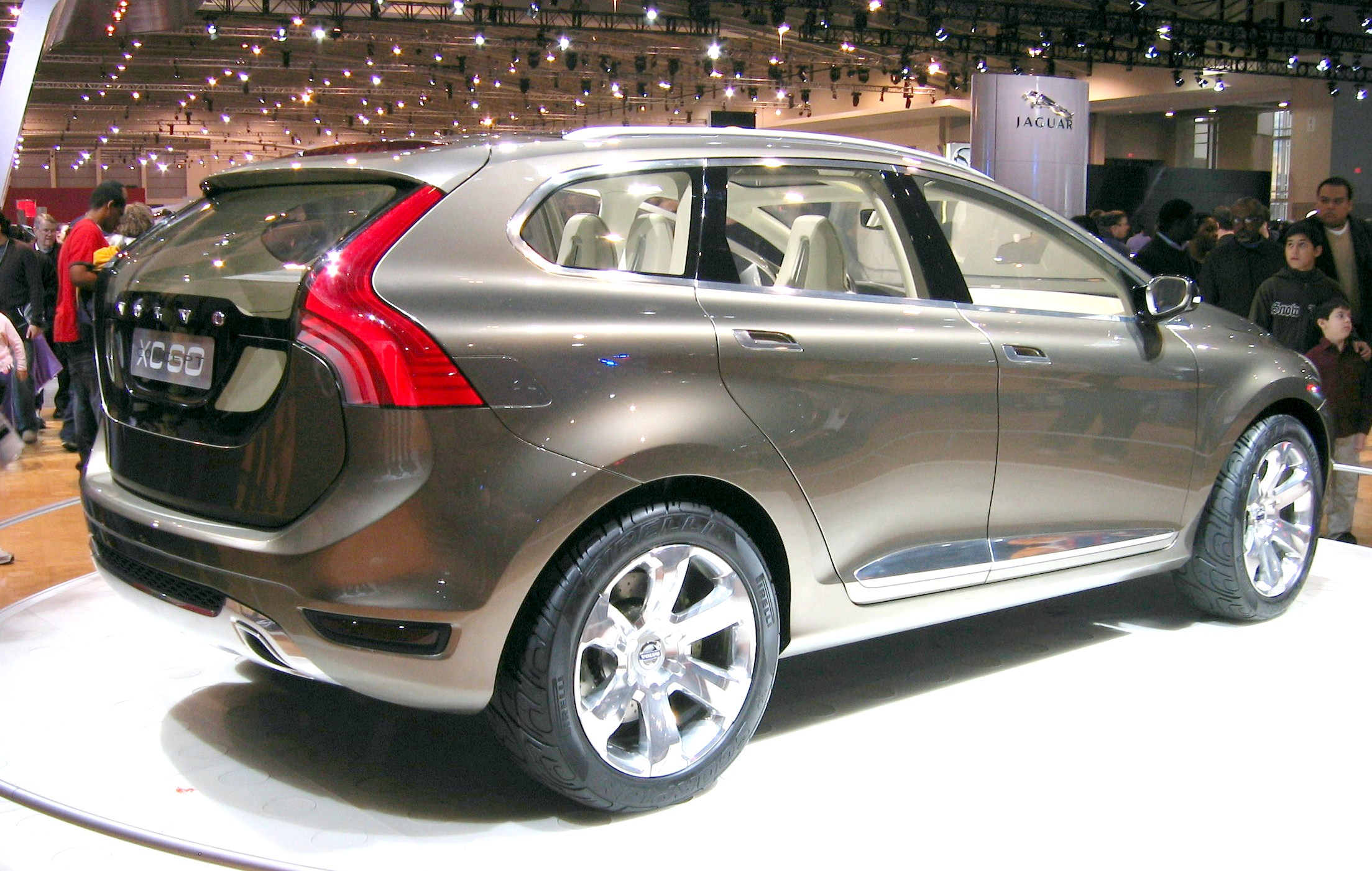